# Berberis atroprasina
Berberis atroprasina är en berberisväxtart som beskrevs av Ahrendt. Berberis atroprasina ingår i släktet berberisar, och familjen berberisväxter. Inga underarter finns listade i Catalogue of Life.